# Lago Dongting
El lago Dongting (en chino, 洞庭湖; pinyin, Dòngtíng Hú), o lago Dong, es un lago poco profundo situado en el noroeste de la provincia de Hunán en la República Popular China. El lago se nutre de las aguas que desborda el río Yangtsé, por lo que su tamaño depende de la estación del año. Las provincias de Hubei y Hunan reciben su nombre por la localización que tienen con relación al lago: en chino, Hubei significa Norte del lago mientras que Hunan quiere decir Sur del lago.
Entre julio y septiembre las aguas del Yangtsé se desbordan hacia el lago, haciendo que este aumente su tamaño. El área del lago, que normalmente es de 2.820 km², puede incrementarse hasta los 20.000 km² en la época de los desbordamientos. El Dongting se alimenta también de los ríos Xiang, Zi y Li.
En el centro del lago se encuentra la isla Junshan, en la que se pueden ver un total de 72 colinas. La isla es famosa también por una clase especial de té, el té de la aguja de plata. Durante la dinastía Qing se utilizaban las hojas de este té para honrar a la familia imperial.
El área que rodea al lago es conocida dentro de la historia y de la literatura china. Se dice que las carreras de barcos con forma de dragón tienen su origen en la orilla este del Dongting. Cuenta la leyenda que un rey dragón habita en el fondo de las aguas del lago.
Durante la dinastía Song la belleza de la zona fascinó a los pintores. Se instauró la moda de representar la región en grupos de ocho escenas.

## Reservas naturales en el lago

#### Dongdongtinghu
Está formada por una parte del lago Dongting, parcialmente drenado para hacer granjas y un importante refugio de vida silvestre, especialmente en invierno. Su extensión fluctúa estacionalmente, desde los 3500 hasta los 13.000 km², con más de 10 m de profundidad en verano. El 70 por ciento de la población mundial de ánsar chico inverna aquí. La reserva creada en 1994, tiene una extensión de 1576 km².

## Sitios Ramsar en el lago Dongting

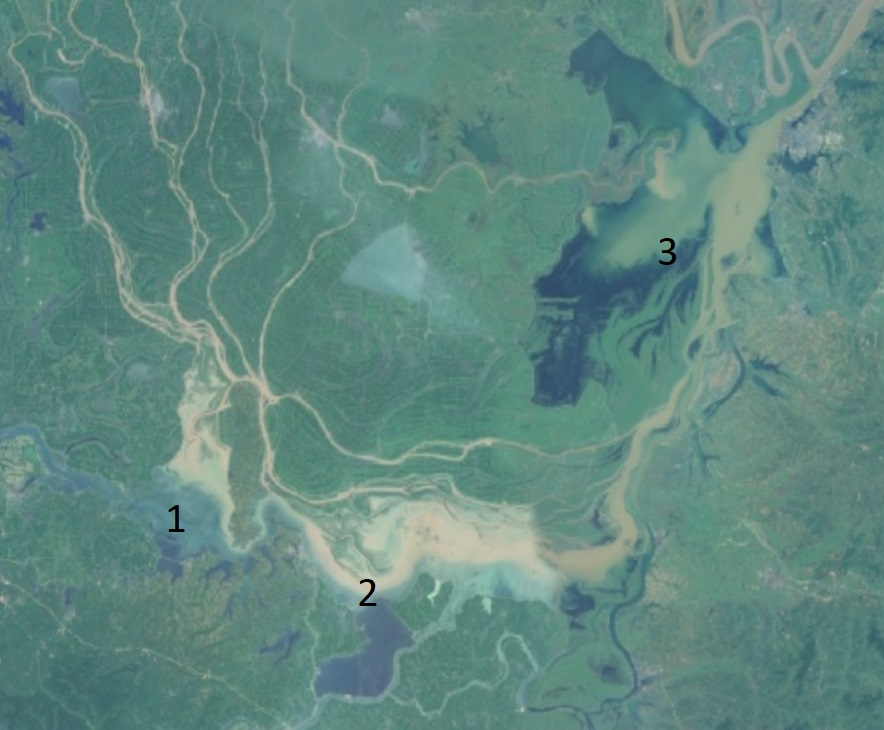
Lago Dongting, donde se ven los tres sitios Ramsar. El 1 es Xi dongting; el 2 es Nan Dongting, y el 3 es Dong dongting hu.

EN el lago Dongting hay tres sitios Ramsar que coinciden con las reservas: Dong dongting hu, en la parte norte, de 1900 km²; los humedales de Nan Dongting, de 1680 km², en la parte sur del lago, que en época baja suele quedar separada de la primera, y el lago Xi Dongting, en la parte occidental, de 350 km². Todas se encuentran en la zona media del río Yangtsé, donde empieza la llanura y se producen grandes desbordamientos. A lo largo del río y hasta el mar hay varios sitios Ramsar: los humedales de Hubei Honghu (434 km²); los humedales del lago Hubei Chen (21,84 km²); el lago Hubei Wang (205 km²); Poyanghu (224 km²); los humedales del lago Jiangxi Poyang (333 km²); el lago Anhui Shengjin (333,4 km²), y dos en la desembocadura del río, la Reserva natural de Chongming Dongtan (326 km²) y la Reserva natural del estuario del Yangtsé en Shanghái (37,6 km²).

#### Dong dongting hu
En 1992, una zona de 1900 km² del lago y sus alrededores es declarada sitio Ramsar número 551 (29°19′N 112°57′E). Incluye la Reserva natural de Dongdongtinghu, que se crea en Hunan en 1994. Está formada por el lago, con numerosos lagos y estanques más pequeños, marismas, pantanos y pastizales húmedos alimentados por las inundaciones del Yangtsé y otros cuatro ríos. El humedal es un importante sitio de escala migratoria y área de invernada para la grulla siberiana, en peligro crítico de extinción, la cigüeña oriental, en peligro de extinción, y otras doce aves acuáticas amenazadas a nivel mundial, y representa un refugio importante para el esturión chino (en peligro crítico de extinción) y la vulnerable marsopa sin aleta. Alrededor de 100 marsopas sin aleta viven en el humedal, lo que representa el 10 % de las poblaciones que se encuentran en la cuenca del río Yangtsé. La acuicultura y la pesca de peces de agua dulce son muy importantes para el desarrollo económico local. En 2007 se estableció un comité de mecanismo de coordinación integral para la conservación del lago Dongting.

#### Humedales de Nan Dongting
En 2002 se crea el sitio Ramsar de la Reserva natural de anseriformes de los humedales de Nan Dongting, con el número 1151 (28°49′N 112°40′E). Tiene una extensión de 1680 km², localizada en la parte sur del lago Dongting, en el curso medio del río Yangtsé. El sitio alberga cantidades importantes de cigüeña oriental, y grulla siberiana, ambas en peligro crítico de extinción, así como esturión chino, y una rica fauna y flora de alto valor económico. También juega un papel importante en la regulación y almacenamiento de agua de inundación del Yangtsé. Unas 14.000 personas viven dentro de la reserva, principalmente practicando la pesca y la acuicultura en estanques artificiales y, en las áreas de marismas, cosechando unas 120.000 toneladas de juncos al año. La deforestación en los tramos superiores del Yangtsé está provocando un aumento del flujo de lodo y arena en el lecho del lago, y la escorrentía de pesticidas y la contaminación industrial también se consideran amenazas potenciales; además, el nivel del agua del lago ha descendido debido a la presa de las Tres Gargantas. En 2005 se aprobó un proyecto de restauración para fortalecer la protección de diversos hábitats para aves acuáticas raras y en peligro de extinción.

#### Lago Xi dongting
En 2002, se crea la reserva natural y sitio Ramsar de la Reserva natural del lago Xi Dongting, con el número 1154 y una extensión de 350 km², en la zona occidental del lago Dongting. Comprende un lago abierto de agua dulce y lagos más pequeños, algunas marismas poco profundas durante los períodos de aguas bajas, pantanos de juncos, Sphagnum y playas. El sitio es muy importante para peces raros, como el esturión chino, y aves, como la cigüeña oriental, ambos en peligro de extinción; además, sirve como área de descanso para muchas otras grullas y cigüeñas migratorias. La pesca y, cada vez más, la cría de peces y el pastoreo de ganado son actividades económicas importantes que dependen del sitio. El humedal proporciona agua a más de 90.000 personas y 10 industrias locales. La investigación y la educación sobre conservación se han desarrollado en colaboración con WWF. La construcción de la presa de las Tres Gargantas en el río Yangtsé ha impactado el humedal a través de un cambio en las condiciones hidrológicas y la sedimentación.